# Humenné
Humenné (Hongaars: Homonna, Duits: Homenau) is een stad in het oosten van Slowakije met ongeveer 35.000 inwoners.

## Stadsbeeld
Humenné ligt aan de rivier Laborec en behoort na Košice en Michalovce tot de grotere plaatsen in het oosten van Slowakije. In het centrum is een voetgangerszone, die leidt naar de burcht. In de burcht, die omringd wordt door een park, bevindt zich een museum. Verder is er een klein openluchtmuseum met de Grieks-orthodoxe houten kerk van Nová Sedlica.
Net als in veel andere Oost-Slowaakse plaatsen leven in Humenné aanhangers van diverse geloofsovertuigingen naast elkaar. Dit verklaart ook de aanwezigheid van kerken van verschillende religies, zoals een Russisch-orthodoxe en een rooms-katholieke kerk.

## Geschiedenis
De eerste schriftelijke verwijzing, als Homonna, stamt uit 1317. De stad is in de daaropvolgende periode (circa 1320 - 1684) nauw verbonden met de Drugeths (Slowaaks: Drugetovci), een adellijke familie en grootgrondbezitter (meer dan 300 dorpen) in het tegenwoordige Oost-Slowakije. De Drughets, van Napolitaanse afkomst, maakten de stad met een burcht, tegenwoordig Burcht van Humenné, tot haar zetel.
In de negentiende eeuw begon de familie Andrássy uit Transsylvanië haar invloed uit te oefenen op de stad en deze periode wordt gekenschetst door economische groei. Er ontstonden veel nieuwe gebouwen, en de hoofdactiviteiten van de inwoners van de stad waren landbouw, het uitoefenen van ambachten en het drijven van handel. De komst van een spoorwegverbinding in 1871 stimuleerde de ontwikkeling van de handel en houtbewerking. Tegen het einde van de negentiende eeuw werd de eerste bedrijfskundige academie van Oostenrijk-Hongarije gevestigd in Humenné en telde de stad 4000 inwoners.
De twintigste eeuw bracht culturele vernieuwing en Humenné stond bekend vanwege haar markten en beurzen. Deze veelbelovende ontwikkeling werd onderbroken door de Eerste Wereldoorlog, en op 23 november 1914 werd de stad kortstondig bezet door Russische troepen, die zich echter op 9 maart 1915 weer terugtrokken over de Karpaten. Het korte bestaan van Tsjechoslowakije tussen de twee wereldoorlogen in bleek een positieve uitwerking te hebben op het leven in Humenné. Na afloop van de Tweede Wereldoorlog kon men echter weer opnieuw beginnen.
Tot aan 1956 was Humenné meer een bestuurlijk dan een economisch centrum. De komst van een fabriek voor de productie van polyamide vezels, het huidige bedrijf Chemlon, bracht een kettingreactie teweeg die de stad verder deed groeien. Humenné werd een centrum voor chemische, bouw-, voedsel- en mechanische industrie. De industriële ontwikkelingen hadden een positieve uitwerking op de ontwikkeling van technische scholen en lieten de stad groeien van 7000 inwoners in 1948 tot de huidige populatie van ruim 35.000.

## Bevolking
In 1910 had de stad 4.508 inwoners en bestond uit de volgende bevolkingsgroepen:
- 1.724 Hongaren
- 1.389 Slowaken
- 952 Duitsers

NB.: de Hongaren waren veelal Joden met het Hongaars als moedertaal.
In 2011 had de stad 35.053 inwoners en bestond uit de volgende bevolkingsgroepen:
- 27.593 Slowaken
- 2.263 Roethenen
- 818 Roma-Zigeuners
- 406 Oekraïners
- 173 Tsjechen
- 61 Hongaren

## Partnersteden
- Jarosław (Polen)
- Třebíč (Tsjechië)
- Perečín (Oekraïne),
- Sanok (Polen),
- Mateszalka (Hongarije)

## Geboren in Humenné
- Ágoston Trefort (1817-1888), Hongaars minister
- Marián Čišovský (1979-2020), Slowaaks voetballer

## Afbeeldingen

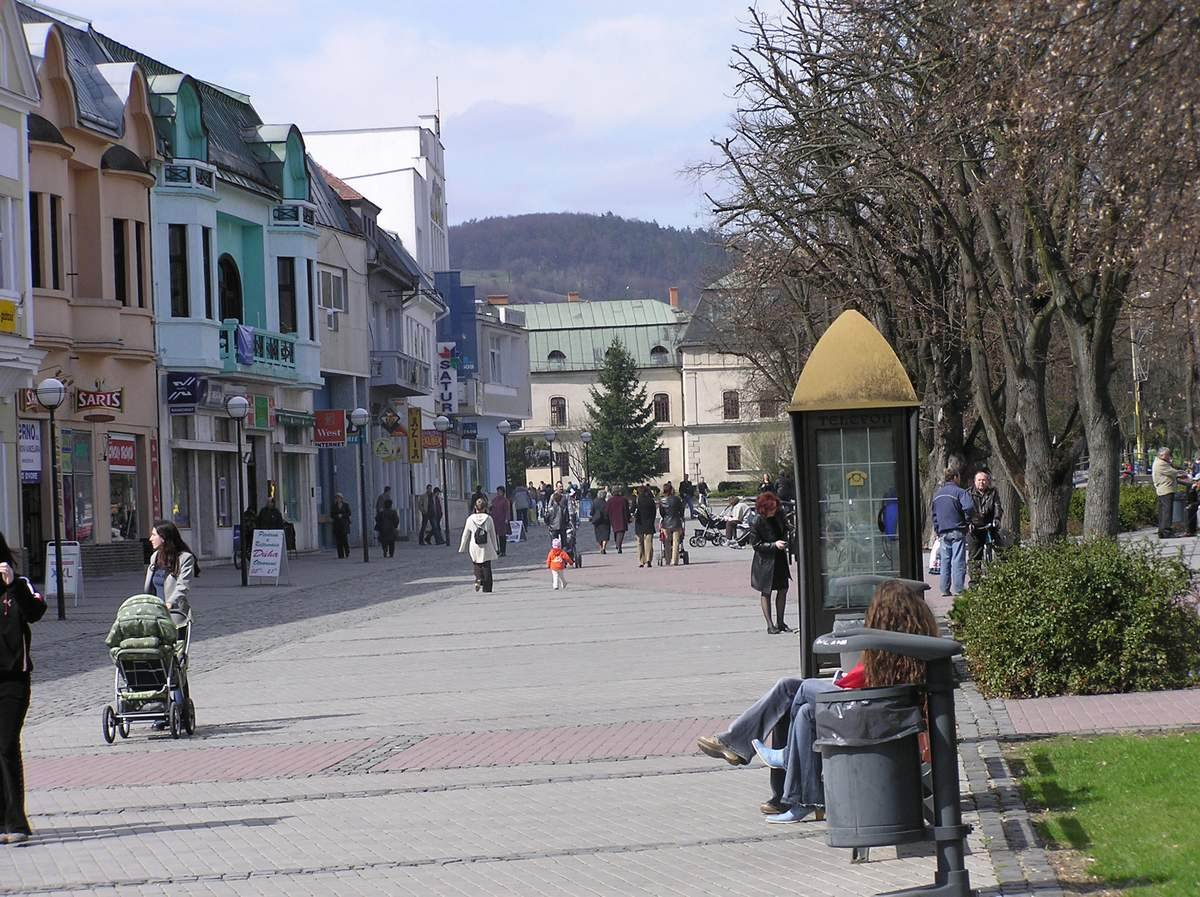
Stadscentrum van Humenné
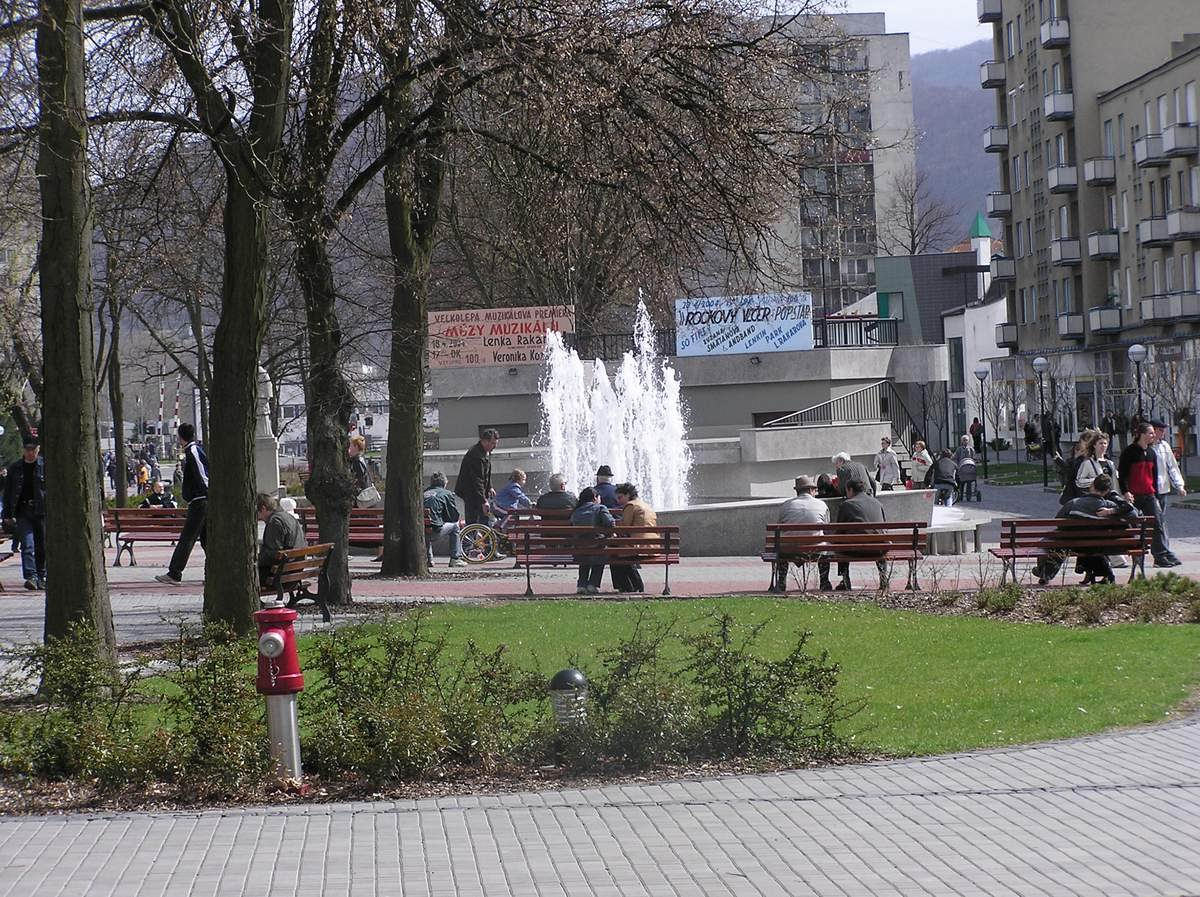
Fontein in het centrum van Humenné
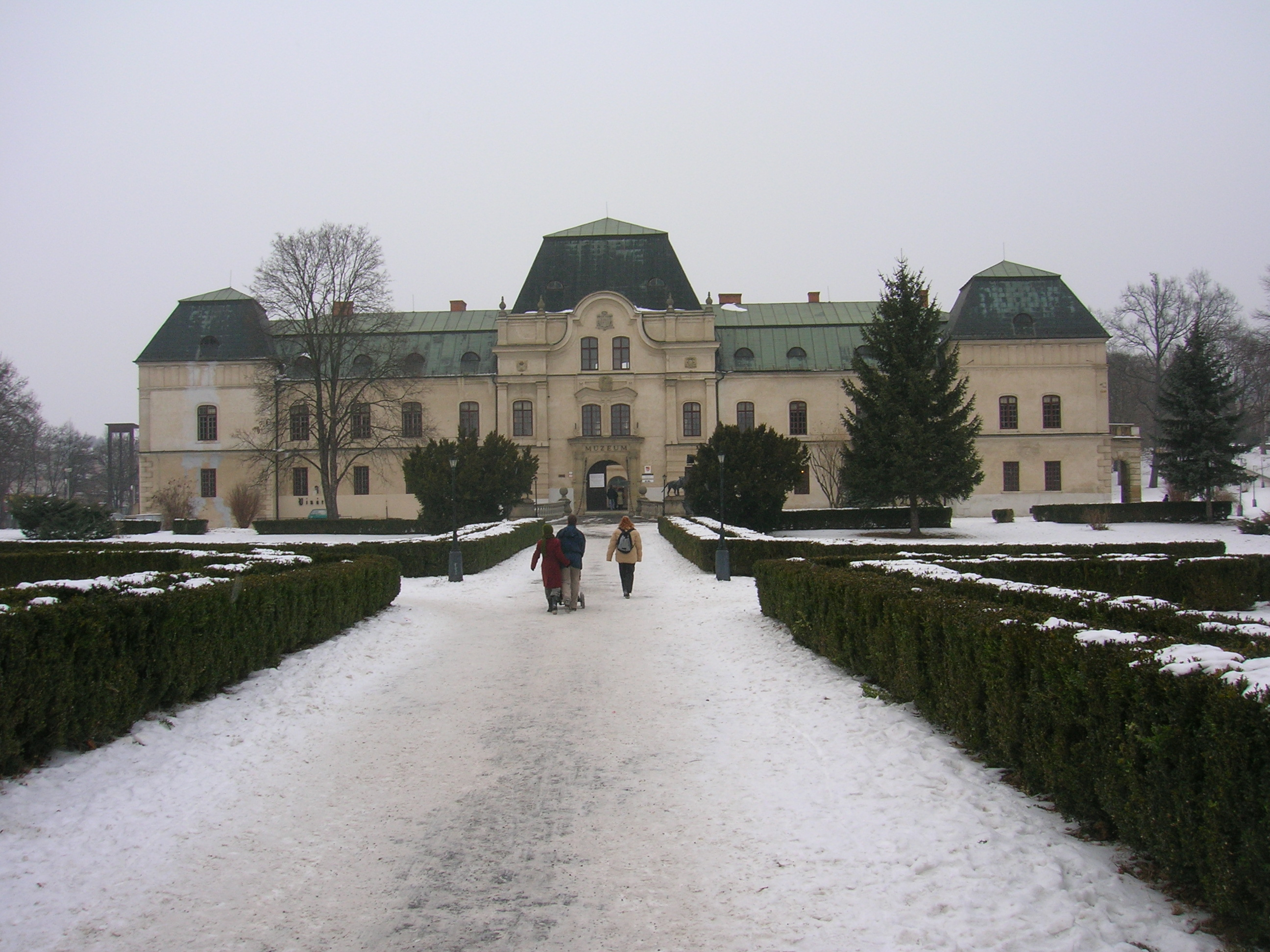
Burcht van Humenné
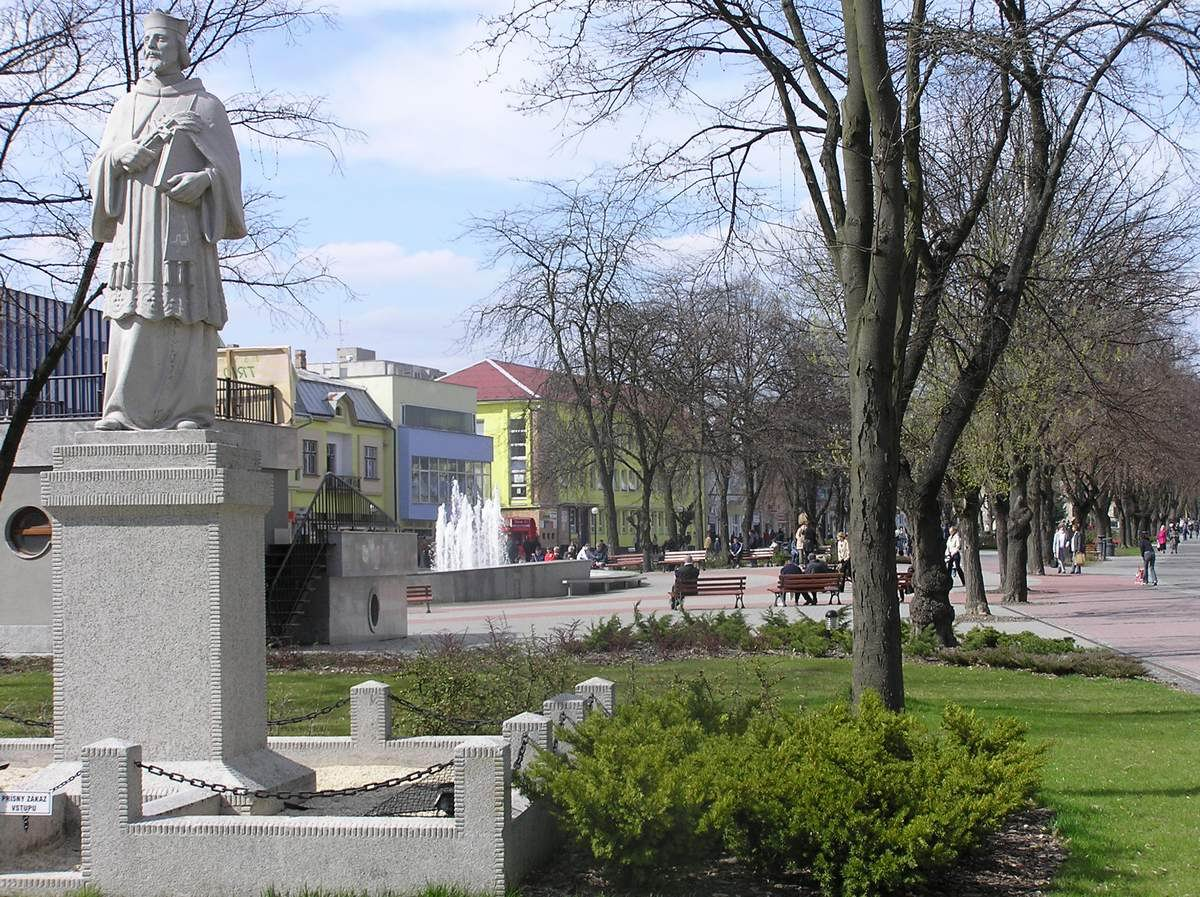
Standbeeld van Sinkt Johann van Nepomuk
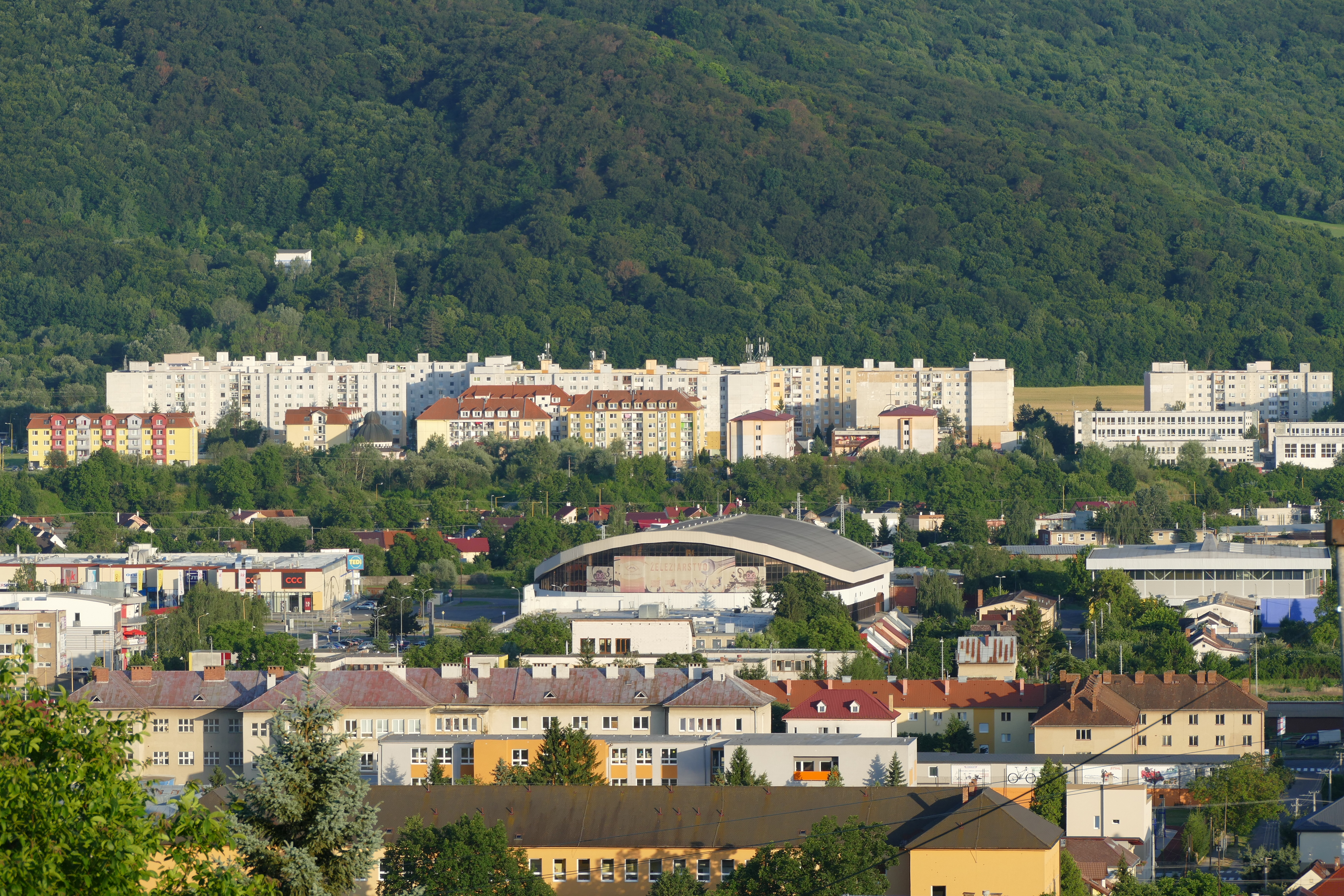
Sídlisko Pod Sokolejom
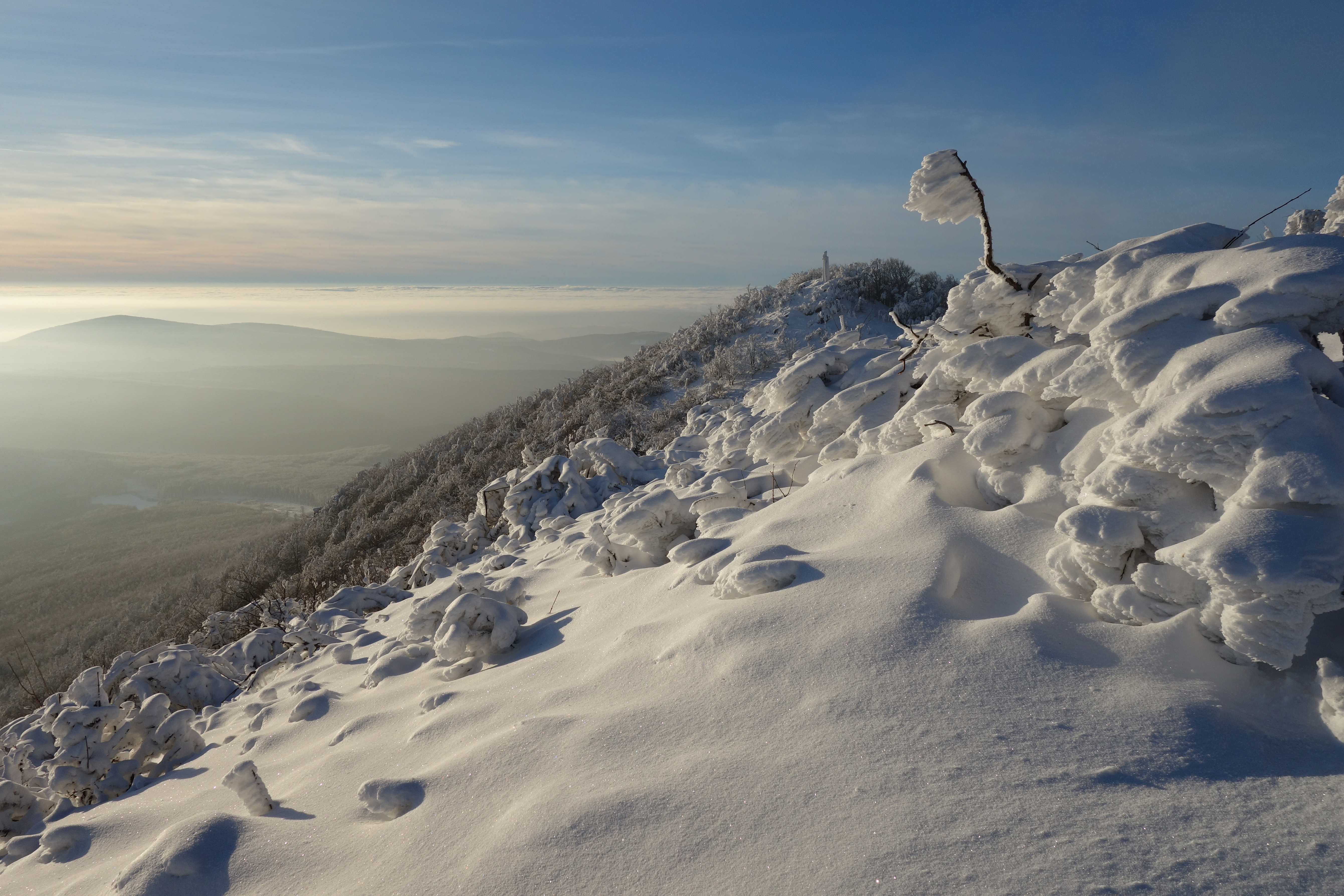
Oerbos Vihorlat

Adidovce · Baškovce · Brekov · Brestov · Chlmec · Černina · Dedačov · Gruzovce · Hankovce · Hažín nad Cirochou · Hrabovec nad Laborcom · Hrubov · Hudcovce · Humenné · Jabloň · Jankovce · Jasenov · Kamenica nad Cirochou · Kamienka · Karná · Kochanovce · Košarovce · Koškovce · Lackovce · Lieskovec · Ľubiša · Lukačovce · Maškovce · Modra nad Cirochou · Myslina · Nechválova Polianka · Nižná Jablonka · Nižná Sitnica · Nižné Ladičkovce · Ohradzany · Pakostov · Papín · Porúbka · Prituľany · Ptičie · Rohožník · Rokytov pri Humennom · Rovné · Ruská Kajňa · Ruská Poruba · Slovenská Volová · Slovenské Krivé · Sopkovce · Topoľovka · Turcovce · Udavské · Valaškovce · Veľopolie · Víťazovce · Vyšná Jablonka · Vyšná Sitnica · Vyšné Ladičkovce · Vyšný Hrušov · Závada · Závadka · Zbudské Dlhé · Zubné
Banská Bystrica · Bardejov · Bratislava · Humenné · Komárno · Košice · Levice · Liptovský Mikuláš · Martin · Michalovce · Nitra · Nové Zámky · Poprad · Považská Bystrica · Prešov · Prievidza · Ružomberok · Spišská Nová Ves · Trenčín · Trnava · Žilina · Zvolen